# Listă de păsări care apar pe timbre poștale din România
Aceasta este o listă de păsări care apar pe timbre poștale din România. Pentru o listă de animale vertebrate (mamifere și dinozauri) a căror imagine apare pe timbre poștale din România vedeți Listă de animale care apar pe timbre poștale din România. Pentru o listă de insecte vedeți Listă de insecte care apar pe timbre poștale din România. 

## A

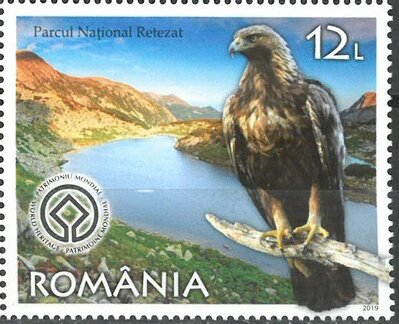
Accipitridae

## C

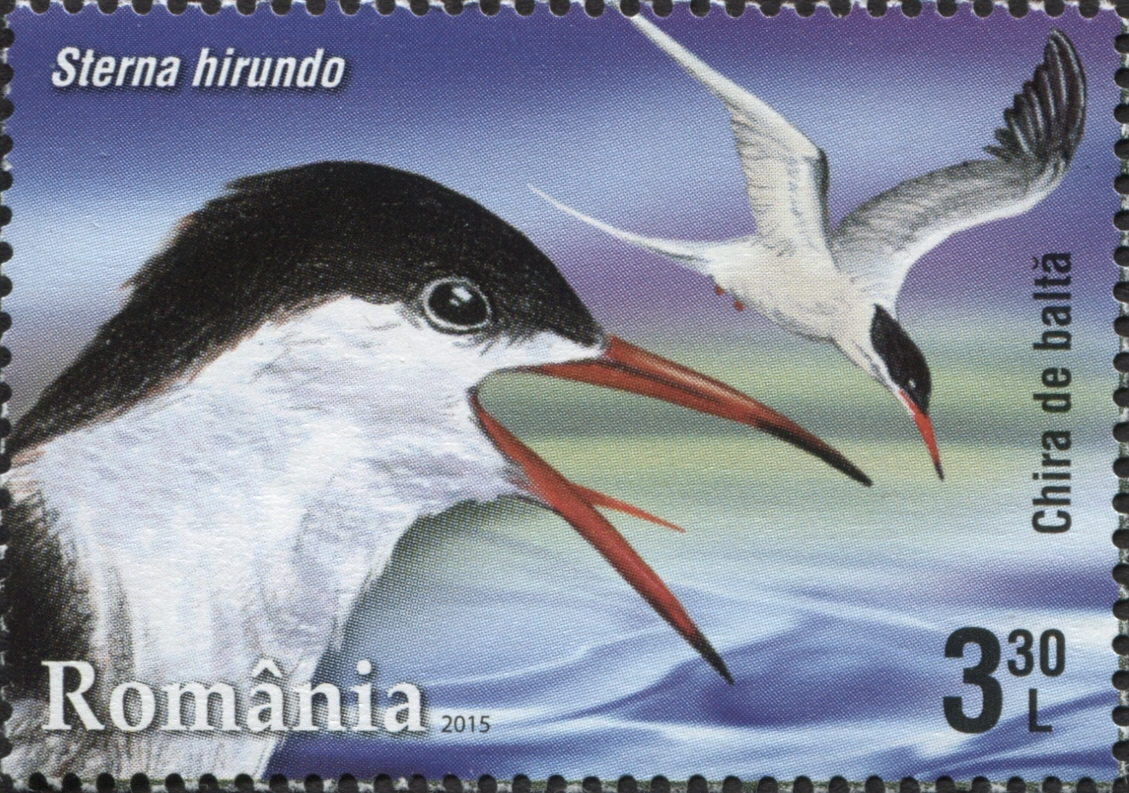
Chira de baltă (Sterna hirundo)
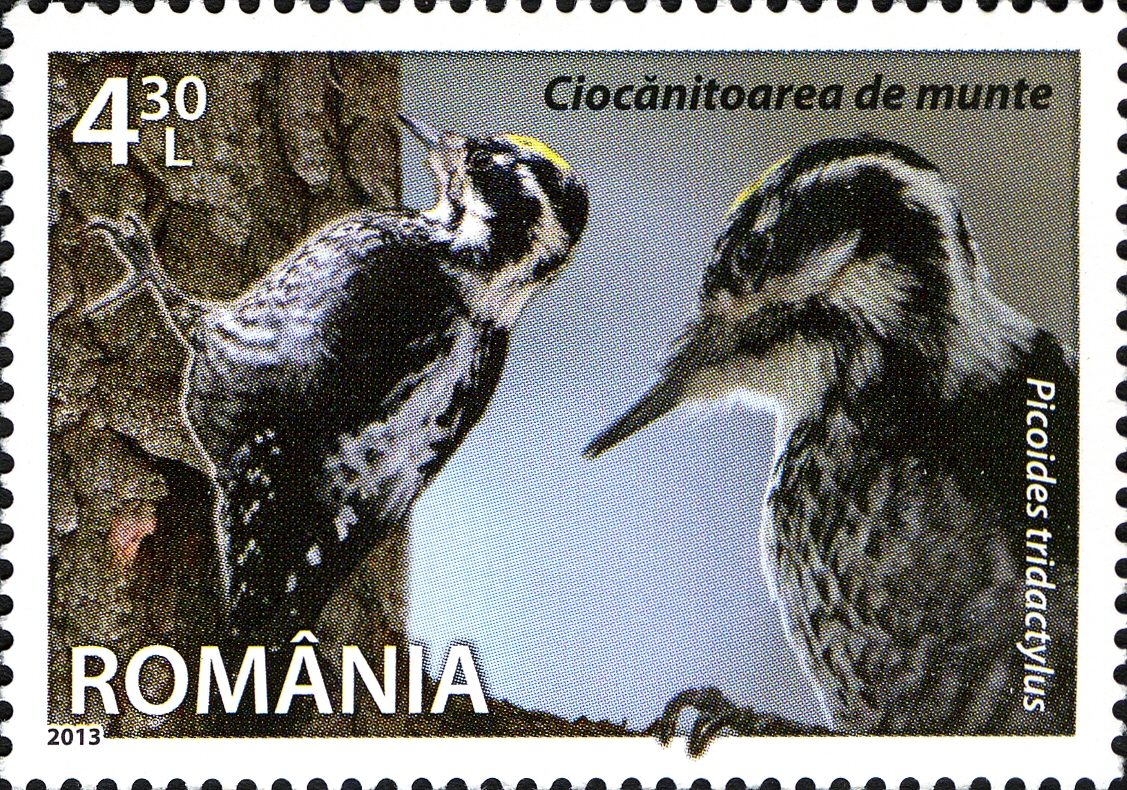
Ciocănitoarea de munte
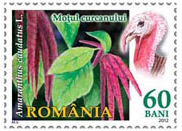
Curcan

## E

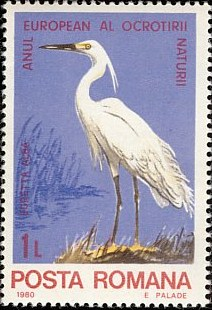
Egretta alba
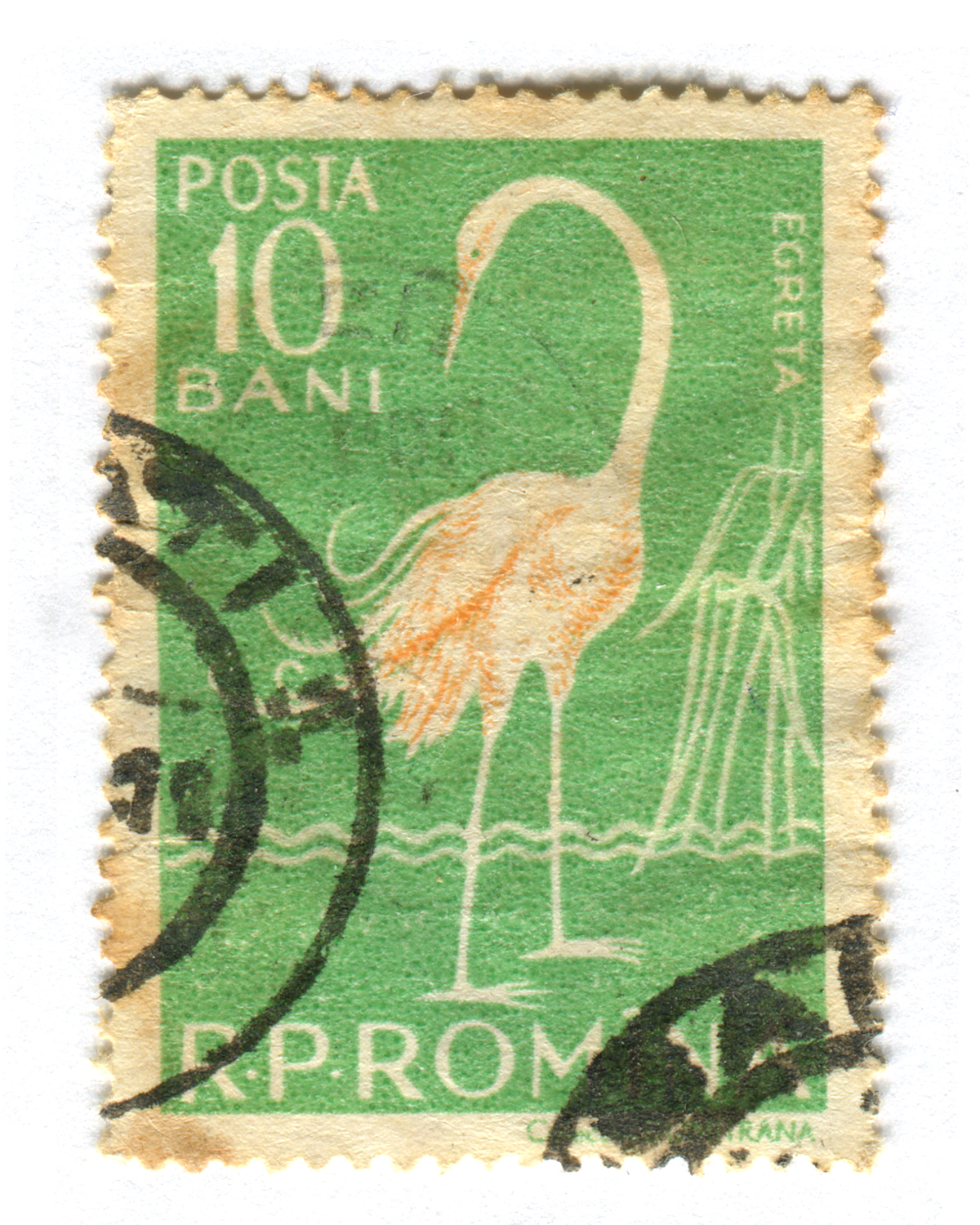
Egretă

## G

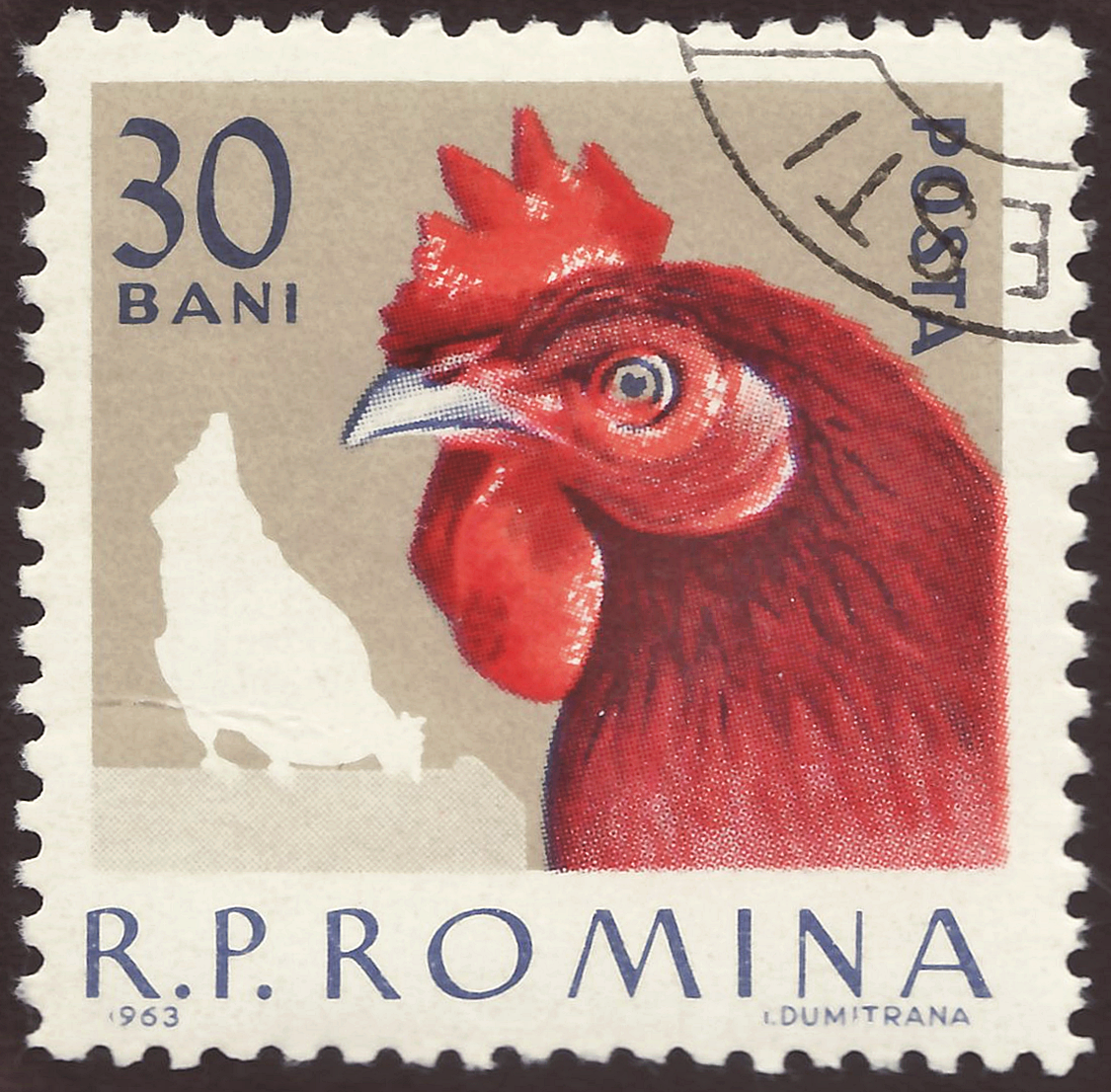
Găină (Gallus gallus domesticus)
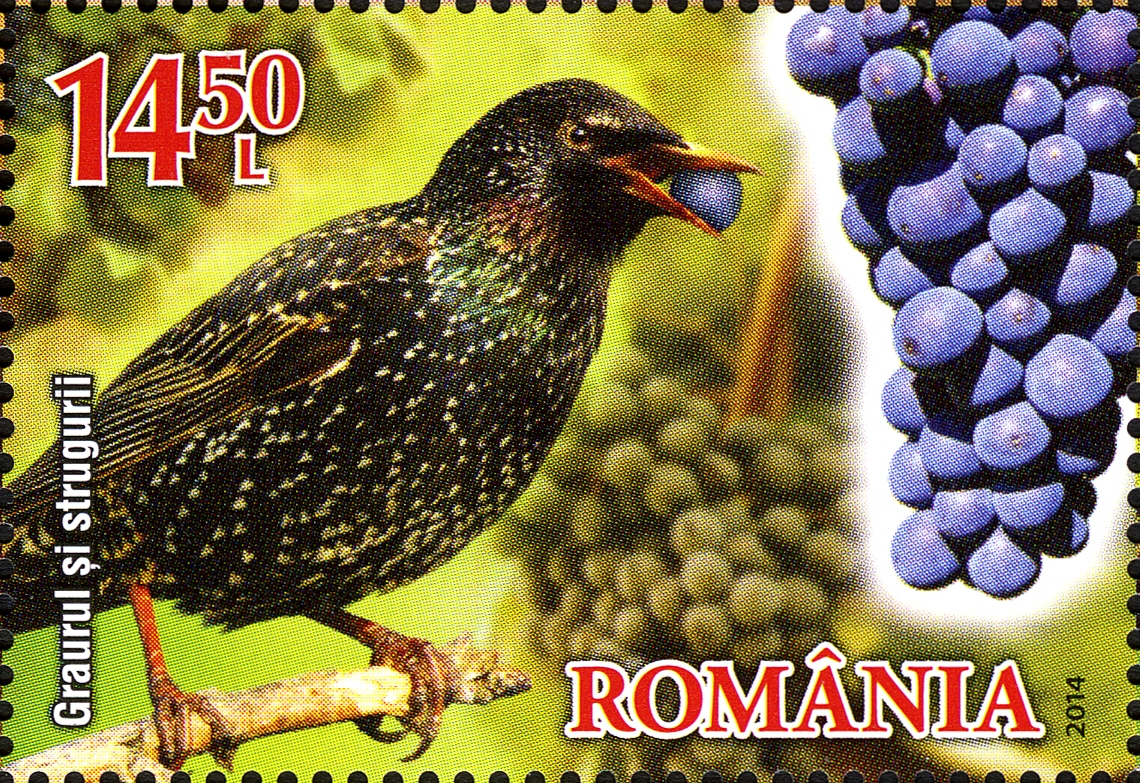
Graur

## M

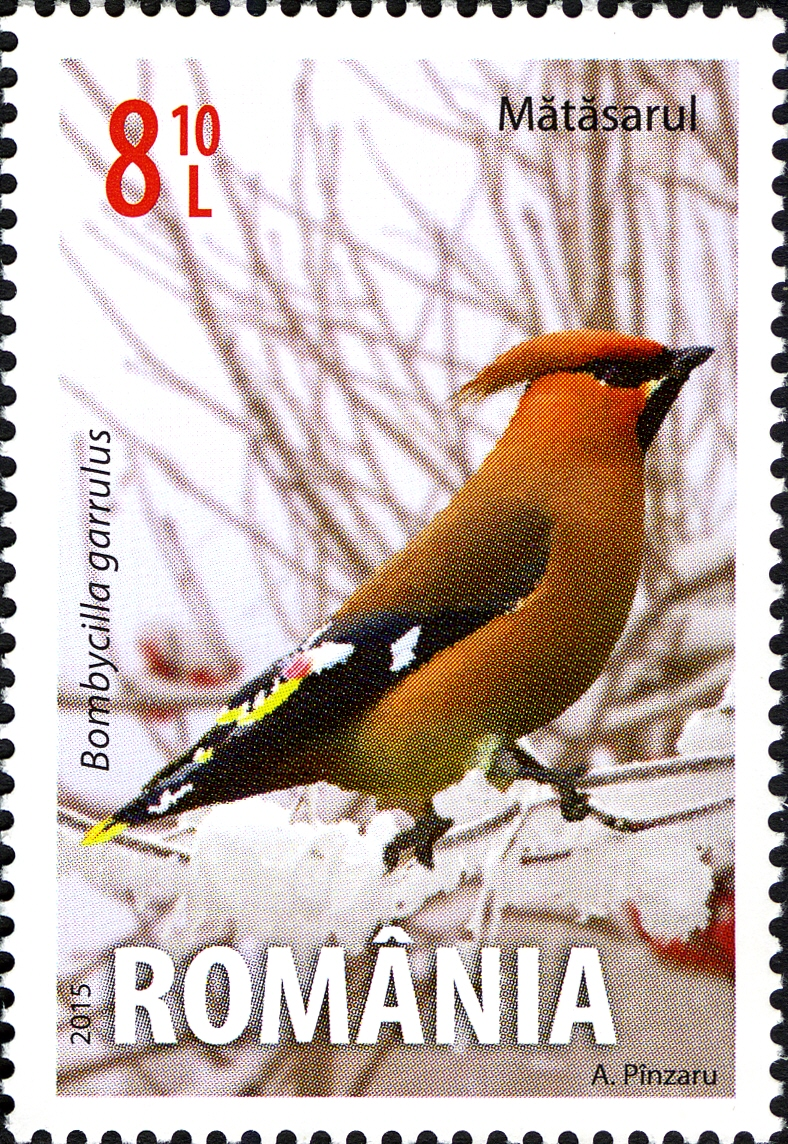
Mătăsarul
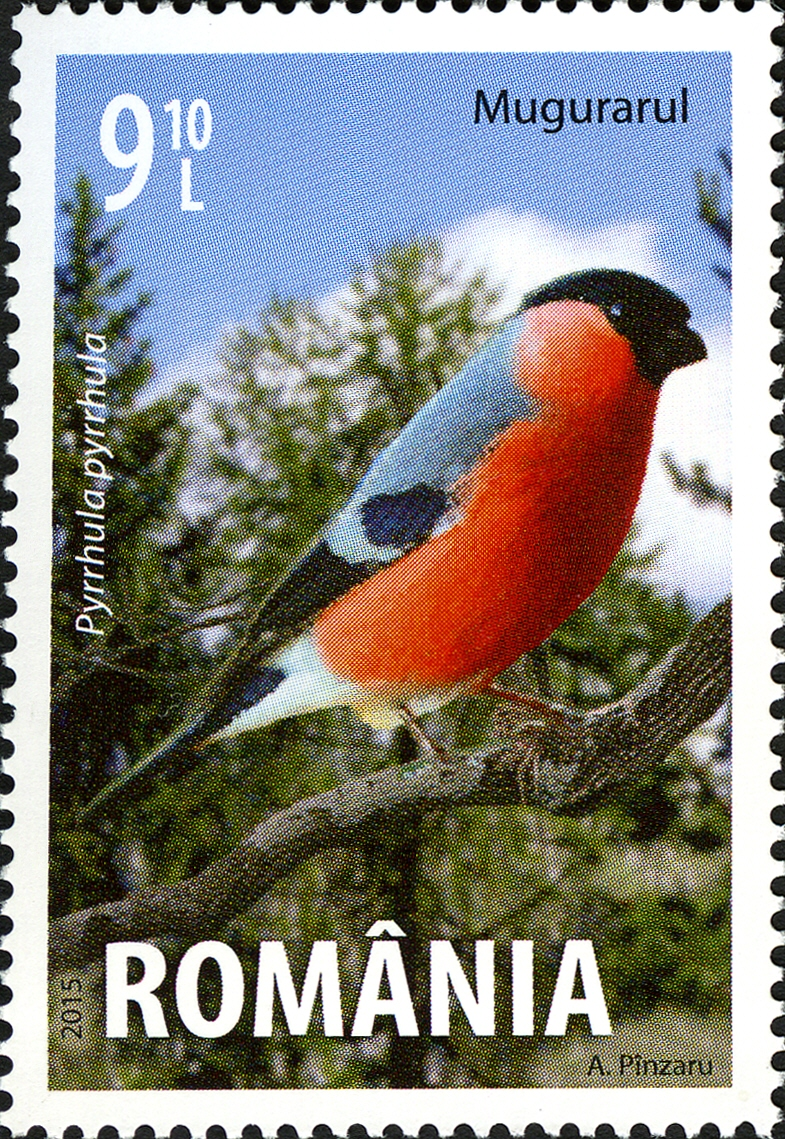
Mugurarul

## P

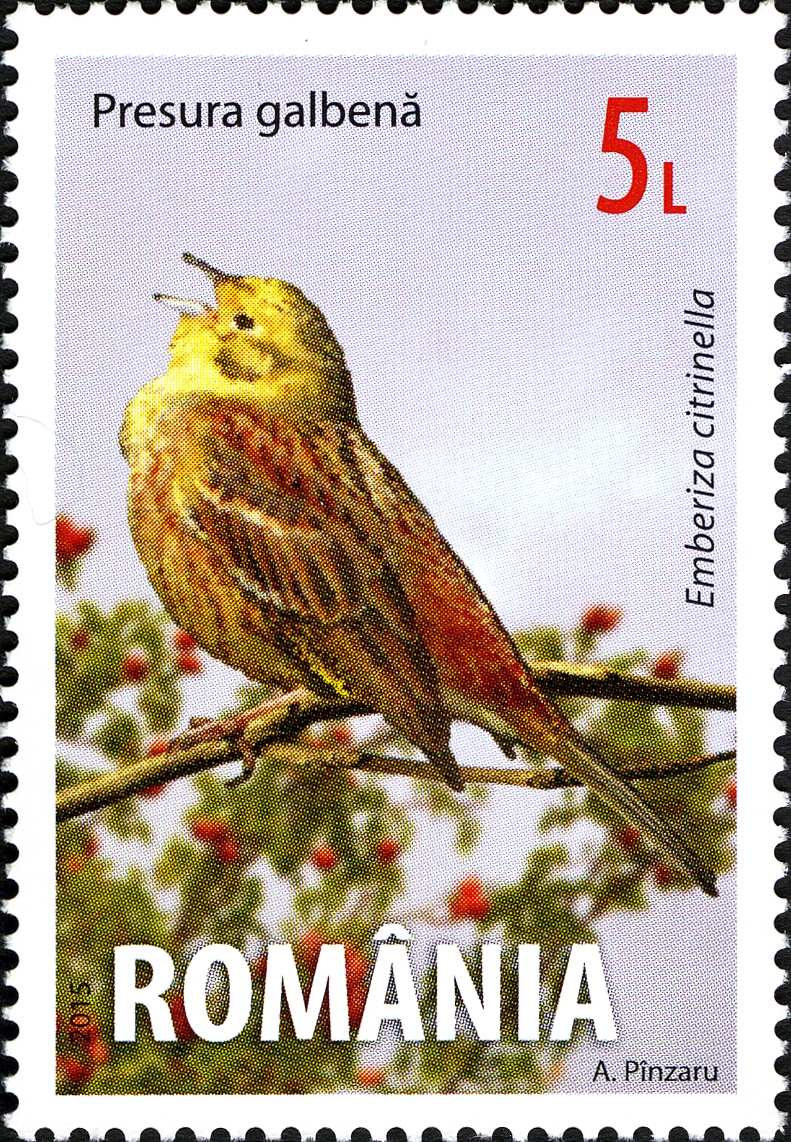
Presură galbenă

## R

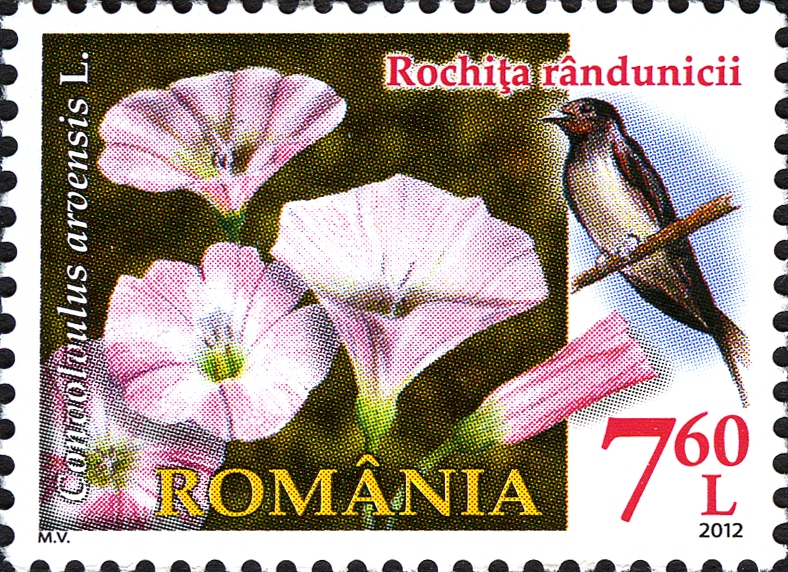
Rândunică
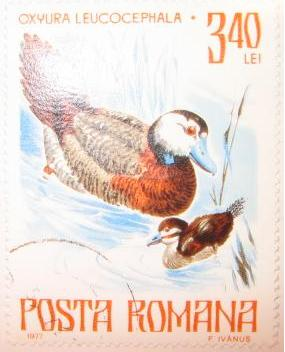
Rață cu cap alb (Oxyura leucocephalia)
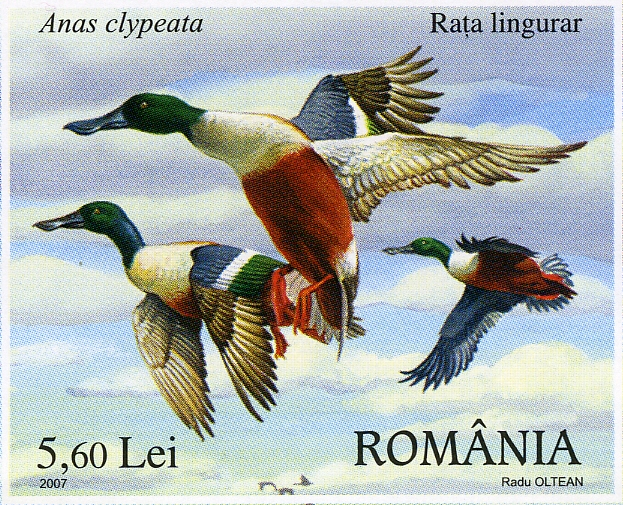
Rață lingurar (Anas clypeata)